# Sun Caged
I Sun Caged sono un gruppo fusion/progressive metal olandese.

## Storia
I Sun Caged vennero fondati nella primavera del 1999 dal chitarrista Marcel Coenen (ex-Lemur Voice) e dal batterista Dennis Leeflang, influenzati dal sound di band quali Dream Theater e Iron Maiden. Oltre ai due, la formazione originale vedeva i cantanti Laura van Driel e Gregoor van der Loo, il tastierista Thijs Cuppen e il bassista Rob van der Loo. Gregoor van der Loo lasciò la band nel giro di pochi mesi; Nick Hameury fu contattato in sostituzione. Nel 2000 la band registrò un demo intitolato Scar Winter. Quello stesso anno la formazione cambiò considerevolmente, lasciando solo Coenen, Leeflang e van der Loo in pianta stabile; Hameury fu sostituito da Sascha Burchardt e Cuppen da Joost van den Broek, mentre Laura van Driel non fu rimpiazzata, riducendo la formazione a un quintetto. La nuova formazione registrò due nuovi demo nel corso del biennio successivo, Dominion (2001) e Promo 2002 (2002); i tre demo ebbero un discreto successo (soprattutto Scar Winter, per via delle maggiori e più ricche sperimentazioni, della presenza di una voce femminile e di una death, oltre che per un massiccio uso del groove), prima di essere notati e permettere al gruppo di firmare un contratto con Lion Music. Poco prima di iniziare le registrazioni, a fine anno, il cantante Burchardt fu sostituito da André Vuurboom. Il loro album di debutto, l'omonimo Sun Caged, venne pubblicato il 22 ottobre 2003; l'album ricevette critiche positive. Agli inizi del 2004 Dennis Leeflang lasciò il gruppo, venendo sostituito da Roel van Helden (Freak Neil Inc.). Poco dopo anche il cantante André Vuurboom lasciò il gruppo, andando a formare gli Sphere of Souls; la separazione del cantante portò anche il tastierista Joost van den Broek ad allontanarsi dalla band, entrando negli After Forever. I due vennero sostituiti rispettivamente da Paul Adrian Villarreal e René Kroon. Nella seconda metà del 2006, poco prima dell'inizio della registrazione del secondo album, Artemisia, anche Rob van der Loo lasciò la band, entrando nei Delain, e venne sostituito da Roel Vink; Marcel Coenen fu quindi l'unico membro della formazione originale originale a registrare l'album, che venne pubblicato il 23 marzo 2007; nonostante sia molto più melodico del precedente, anche questo album venne giudicato positivamente dalla critica. Dopo un altro cambio di formazione (Vink fu sostituito da Daniel Kohn nel 2009), venne registrato il terzo album, The Lotus Effect, pubblicato il 17 giugno 2011. Il terzo album è stato descritto come un equilibrio tra il loro album di debutto e il loro secondo album, più melodico. L'anno successivo Roel van Helden lasciò la band, venendo sostituito da Mick Gravee.

## Formazione

### Formazione attuale
- Paul Adrian Villarreal – voce maschile, chitarra ritmica (2004 - presente)
- Marcel Coenen – chitarra solista (1999 - presente)
- René Kroon – tastiere (2004 - presente)
- Daniel Kohn – basso (2009 - presente)
- Mick Gravee – batteria, percussioni (2012 - presente)

### Ex componenti
- Gregoor van der Loo – voce maschile (1999)
- Laura van Driel – voce femminile (1999 - 2000)
- Nick Hameury – voce maschile (1999 - 2000)
- Thijs Cuppen – tastiere (1999 - 2000)
- Sascha Burchardt – voce maschile (2000 - 2002)
- André Vuurboom – voce maschile (2002 - 2004)
- Joost van den Broek – tastiere (2000 - 2004)
- Dennis Leeflang – batteria, percussioni (1999 - 2004)
- Rob van der Loo – basso, chapman stick (1999 - 2006)
- Roel Vink – basso (2006 - 2009)
- Roel van Helden – batteria, percussioni (2004 - 2012)

## Discografia
Album in studio
- 2003 – Sun Caged
- 2007 – Artemisia
- 2011 – The Lotus Effect

EP
- 2001 – Dominion

Demo
- 2000 – Scar Winter
- 2002 – Promo 2002
- 2005 – Promo 2005